# Sabiana

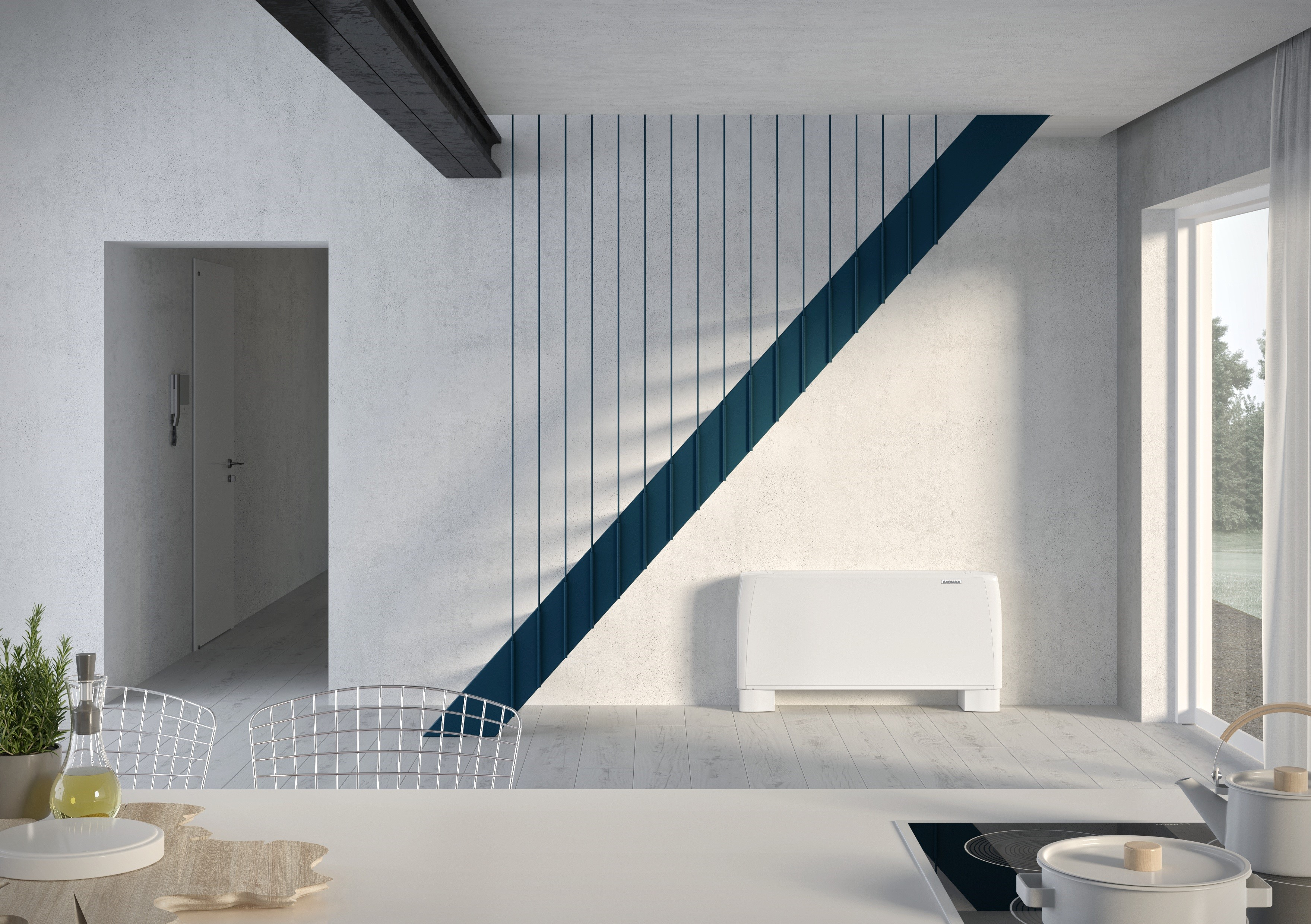
Carisma Ventilconvettori

La Sabiana Spa (Società Anonima BInaghi - ANAtrella) è un'azienda italiana che fabbrica prodotti per il riscaldamento ed il condizionamento, in particolare terminali idronici, pannelli radianti e canne fumarie, destinati agli edifici del settore industriale e commerciale.

## Storia
L'azienda nasce grazie al sodalizio tra l'ingegnere Franco Binaghi e l'imprenditore Benvenuto Anatrella i quali aprono la prima azienda nel 1929 con l'intento di produrre i primi sistemi di riscaldamento autonomo e prodotti come ventilatori ed affini.
Con la seconda guerra mondiale, per maggiore sicurezza, l'azienda viene trasferita a Milano per poi tornare a Corbetta sul finire degli anni '50, dove dal 1966 saranno trasferiti definitivamente anche gli uffici della direzione, ottenendo poi commissioni di lavori per grandi marchi, quali anche FIAT e BMW.
Nel 2009 apre un secondo polo produttivo a Magenta, destinato alla produzione specifica di ventilconvettori e unità di trattamento dell'aria, mentre nel 2012 viene inaugurato, sempre a Magenta, il polo logistico e di smistamento per l'azienda.
Dal 2014 l'azienda è entrata a far parte del gruppo svizzero AFG Arbonia-Forster-Holding, ottenendo nel contempo l'importante commissione di realizzare gli impianti di climatizzazione dei palazzetti del ghiaccio in costruzione in Corea del Sud in previsione delle olimpiadi invernali del 2018.